# Micheller Myrtill
Micheller Myrtill (Budapest, 1972. augusztus 17. –) magyar színésznő, énekesnő, vokalista.

## Életpályája
A Liszt Ferenc Zeneművészeti Egyetemen szerzett diplomát. Saját együttese mellett számos ismert hazai előadó koncertjein és lemezein is közreműködik énekesként vagy vokalistaként. Ugyan elsősorban a jazz műfajban tevékenykedik, azonban neve és hangja szélesebb körben a dance műfajban tevékenykedő Náksi vs. Brunner nevű lemezlovas páros Budapest Parádé himnuszairól lett ismert. Énekelt DJ. Sterbinszky szintén slágerré vált remixein is.
A TV2 Megasztár című népszerű tehetségkutató műsorának énektanára volt.
Fellépett a Bergendy Szalonzenekarral, Benkó Dixieland Band-del is.
A 2000-ben készült Meseautó című filmben az Escape együttesben énekelt.
2013. február 16.-án felléptett A Dal című műsorban, sztárvendégként, ahol Lara Fabian Je T'aime című dalát adta elő.

## Diszkográfia
- I just found out about love (2004)
- Same As You (2006)
- Save the last dance for me (2008)
- Voice&Guitar - True Colors (2009)
- Randevú / Rendez-vous CD1+2 (2010)
- Voice&Guitar CD+DVD (2011)
- Swinguistique (2012)
- Swinguistique - Most szeretnék tinédzser lenni (2013)
- Voice&Guitar 10 (2015)
- Swinguistique - Piaf (2016)
- Inspired by Hungarian folksongs (2017)
- Voice&Guitar feat. Csányi István - Duets (2018)
- Voice&Guitar acoustic - Homeward Bound (2019)
- The Great American Swingbook (2020)
- Swinguistique - La bohème (2022)

## Díjai, elismerései
- 2018 – Artisjus előadóművészeti díj[1]